# 羅特格拉本河
49°01′34″N 10°41′45″E / 49.02614°N 10.69594°E
羅特格拉本河是德國的河流，位於該國東南部，由巴伐利亞負責管轄，屬於布魯克巴赫河的左支流，河道全長1.3公里，流域面積0.7平方公里，流經魏森堡-貢岑豪森縣。